# Acomb (North Yorkshire)
Acomb – dzielnica miasta York, w Anglii, w hrabstwie ceremonialnym North Yorkshire, w dystrykcie (unitary authority) York. Leży 3 km na zachód od miasta York i 280 km na północ od Londynu. W 2011 roku dzielnica liczyła 8 604 mieszkańców.